# 皮豹子
皮 豹子（ひ ひょうし、生年不詳 - 464年）は、北魏の軍人。本貫は漁陽郡。

## 経歴
若くして武略があった。北魏の泰常年間に中散となり、しばらくして内侍左右に転じた。太武帝のとき、散騎常侍となり、新安侯の爵位を受け、冠軍将軍の号を加えられた。さらに選部尚書に任じられた。使持節・侍中・都督秦雍荊梁四州諸軍事・安西将軍・開府儀同三司として出向し、淮陽公に爵位を進め、長安に駐屯した。まもなく征西将軍の号を加えられた。後に官の財を盗んだ罪に問われて、統万に流された。
442年（太平真君3年）、南朝宋の将軍の裴方明らが南秦王楊難当を攻撃して、仇池を陥落させた。太武帝は豹子を召し出して、その爵位をもどした。まもなく使持節・仇池鎮将に任じられ、関中の諸軍を率いて、建興公古弼らの諸将を十道に分けて並進させた。443年（太平真君4年）1月、豹子は楽郷に進撃して、宋軍を撃破し、宋の将軍の王奐之・王長卿ら6人を捕らえ、3000人あまりを斬首して、2000人を捕虜にした。豹子が下弁に進軍すると、宋の将軍の強玄明・辛伯奮が城を捨てて逃走したため、追撃してかれらを斬り、その兵をことごとく捕らえた。宋の秦州刺史の胡崇之が仇池に駐屯するため、漢中に入った。胡崇之は魏軍が西にあることを聞いて、あえて進もうとはしなかったが、裴方明が督促したためやむなく出立した。豹子が司馬楚之とともに濁水に到達し、胡崇之を撃破して捕らえた。豹子が高平に入ると、宋の将軍の姜道祖が降伏して、仇池を陥落させた。
4月、氐族たちが反乱を起こし、楊文徳を主に推して仇池を包囲した。5月、古弼が諸軍を率いて氐軍を撃破し、仇池の包囲を解いた。このとき豹子は下弁にいたが、仇池の包囲が解けたと聞いて、凱旋しようとした。古弼が宋の報復を予見して、兵を待機させるよう進言したため、豹子は古弼の言うとおりにした。まもなく仇池鎮将のまま、都督秦雍荊梁益五州諸軍事に任じられ、征西大将軍の号を受けた。11月、宋の楊文徳・姜道盛が2万人を率いて濁水に進攻し、別に将軍の青陽顕伯を派遣して斧山を守らせ、豹子をはばませた。濁水の城兵が姜道盛を射殺し、豹子が斧山を攻めて青陽顕伯を斬り、その部下を捕らえた。豹子はさらに河間公元斉と濁水で合流すると、宋軍は魏軍の強盛を恐れて夜間に逃走した。楊文徳は漢中に逃亡した。
448年（太平真君9年）、宋の文帝は楊文徳を武都王に封じ、2000人の兵を与えて葭蘆城を守らせ、氐族や羌族を呼び集めさせた。このため武都郡や陰平郡の5部の氐民は北魏から離反して楊文徳に呼応した。豹子は諸軍を率いて楊文徳を攻撃した。楊文徳の部将の楊高が降伏すると、楊文徳は葭蘆城を捨てて南に逃れ、楊文徳の妻子や部下や武都王楊保宗の妻女たちは魏軍に捕らえられて平城に送られた。宋の白水郡太守の郭啓玄が兵を率いて楊文徳を救援にきたが、豹子は軍を分けて迎え撃ち、これを撃破すると、郭啓玄と楊文徳は漢中に逃げ帰った。
453年（興安2年）1月、宋の将軍の蕭道成・王虬・馬光らが漢中に入ると、別に楊文徳・楊頭らが氐族や羌族を率いて武都を包囲した。豹子は武都を救援しようと、兵を分けて女磊にいたったが、宋軍が進軍を停めたと聞いて、祁山に人を派遣して馬を確保してから救援に赴くこととした。楊文徳は豹子が宋軍の補給線を断とうとしていると見て、軍を返して覆津に入った。宋の文帝は楊文徳が軍を返すことで、前線が手薄になるのを恐れて、兵を増強し、晋寿郡や白水郡の食糧を覆津に送らせ、漢川郡や武興郡の穀物を甘泉に運ばせて、補給を充実した。豹子は高平の突騎を仇池に送るよう北魏の文成帝に上表した。高平鎮将の苟莫于が突騎2000を率いて武都を救援すると、蕭道成らは撤退した。豹子は平城に召還されて尚書となり、内都大官として出向した。
458年（太安4年）10月、宋の積射将軍の殷孝祖が清水の東の両当城を修築すると、北魏の天水公封敕文が殷孝祖を攻撃して敗れた。11月、豹子は給事中の周丘らとともに封敕文を助けるべく青州に侵入した。459年（太安5年）1月、青州各地を攻略しつつ高平に向かった。宋の瑕丘鎮が歩兵5000を派遣して両当戍を救援し、豹子の先鋒部隊と遭遇して交戦となったが、豹子の本隊が続いて到着すると、宋軍を撃破した。騎兵で追撃して殺戮を重ねつつ高平城下までいたったが、城内の宋兵は恐れて味方を救おうとしなかった。豹子はそこで軍を返した。
460年（和平元年）、豹子は前の涇州刺史の封阿君とともに河西の諸軍を率いて石楼におもむき、楽安王拓跋良と合流して反抗する胡族を討とうとした。しかし豹子らは敵と相対しながら、その逃走を許してしまい、勝利を挙げることなく帰還したため、罪に問われて免官された。まもなく前後の戦功により、再び内都大官に抜擢された。464年（和平5年）6月、死去した。淮陽王に追封された。諡は襄といった。

## 子女
- 皮道明（襲爵）
- 皮歓喜
- 皮双仁（冠軍将軍・仇池鎮将）

## 伝記資料
- 『魏書』巻51 列伝第39
- 『北史』巻37 列伝第25